# Jang Minho
Jang Minho (en hangul, 장민호), es un cantante surcoreano. Compitió en el programa de audición de TV Chosun Mr Trot, ubicándose en el sexto lugar. También es modelo, bailarín y presentador de televisión.

## Biografía
Minho nació en Busan y se mudó a Incheon cuando era pequeño. Es el menor de tres hermanos. Tiene un hermano y una hermana. Cuando era un estudiante de secundaria, viajó a Seúl para convertirse en actor y modelo para TV CM. Minho comenzó su carrera musical como líder del grupo ídolo U-BeS en 1997. Pasó un año antes de debutar como aprendiz para practicar canto y baile con los miembros de su grupo. El grupo lanzó dos álbumes regulares, pero se disolvió debido a las bajas ventas de álbumes y los desacuerdos con la agencia. Más tarde, Minho reveló en una entrevista que fueron golpeados por el jefe de la agencia. La hora oficial de disolución de U-Bes nunca se anunció, pero se estimó a principios de 1999.
Después de seis años de hiato, formó un dúo llamado Baram ("viento" en coreano) en el 2004 con el álbum Just like a wind (Como el viento). Son Dam-bi antes de su debut apareció en un vídeo de música Amar  (사랑하다). Baram no fue exitoso en Corea aunque recibieron atención en China.
Se incorporó al servicio militar obligatorio en el 2007. En el 2011, después de un año de preparación, lanzó su single debut de trot, Love you, Nuna  usando su nombre artístico actual Jang Minho. Su primer sencillo de trot falló. En 2012 participó en el programa de audición de KBS ' Last audition of my life ' y ganó el concurso junto con el cantautor, LEN como dúo. A pesar de que Minho y LEN ganaron el concurso, KBS no ha brindado ningún apoyo como prometieron para los ganadores del programa. Dos meses después del concurso, Minho lanzó su primer álbum de trot Los hombres dicen o The Man Says (남자는 말합니다). Aunque el álbum no recibió mucha atención cuando se lanzó, la canción principal (título del álbum) comenzó a ganar popularidad y se convirtió en su canción insignia. La canción le valió el apodo de omtongnyong (una palabra compuesta de mamá y presidente).
En el 2020 el quedó finalista en el reality show llamado Mr Trot, quedando en el sexto lugar. El show superó los 30% de rating, marcando un máximo de 35,7% y más de 7,7 millones de votos por mensaje de texto  durante un programa de dos horas, un récord para shows de audición. A causa de su popularidad después de la competición, ganó el primer primer puesto en una encuesta para "Elegir el mejor cantante de trot" con 294,730 votos. También, quedó 15º en el ranking de Reputación como Cantante en julio del 2020. El mismo año crea su canal de YouTube obteniendo más de 20,000 suscriptores en 2 horas.
Es también un modelo publicitario y portavoz. Según Ildong Foodis, aumentaron las ventas de producto 7.8 mil millones KRW por contratarle como modelo.

## Otros
Ha estado patrocinando a tres niños a través de Compassion Korea (한국컴패션, Hanguk Keompaesyeon) desde 2009.  También es miembro activo de Compassion Band desde 2006.
Escribe y compone canciones. Escribió las letras de la canción Goodbye my youth (잘있거라 내청춘, Jalissgeola Naecheongchun) de su compañero cantante Namgoong Moonjeong con el compositor JMStyle. También escribió las letras y co-compuso su canción  He knows my name (내 이름 아시죠, Nae Ileum Asiyo) pensando en su padre difunto.
El 21 de marzo de 2021, sus fans conmemoraron el décimo aniversario del debut de la trot. Publicaron anuncios en estaciones de autobuses, estaciones de metro y centros comerciales. En particular, sus fans extranjeros también enviaron mensajes de felicitación a Times Square en New York.
El 19 de julio de 2021 se anunció que había contraído el COVID-19.

## Discografía
Álbumes
| Título                                                       | Fecha de lanzamiento | Nota |
| ------------------------------------------------------------ | -------------------- | ---- |
| The Man Says (남자는 말합니다, Namjaeum Malhabnida)          | 16 de mayo de 2013   | EP   |
| Drama (Jang Minho album) (장민호 드라마, Jang Minho Deurama) | 2 de enero de 2017   |      |

Sencillos
| Título                                              | Fecha de lanzamiento | Nota |
| --------------------------------------------------- | -------------------- | ---- |
| Love you, Nuna (사랑해 누나, Saranghae Nuna)        | 21 de marzo de 2011  |      |
| Driving Route 7 (7번 국도, 7beon Gugdo)             | 14 de julio de 2017  |      |
| The Man Says (New Ver.) (남자는 말합니다 (New Ver.) | 15 de marzo de 2019  |      |
| Read and Ignored (읽씹 안읽씹, Ilgsib Anilgsib)     | 8 de junio de 2020   |      |
| That's Life (사는 게 그런 거지)                     | 8 de agosto de 2021  |      |

Apariciones en bandas sonoras
| Título                                          | Álbum                          | Fecha de lanzamiento |
| ----------------------------------------------- | ------------------------------ | -------------------- |
| Hit the Jackpot (대박 날 테다, Daebag Nal Teda) | Kkondae Intern OST (꼰대 인턴) | 18 de junio de 2020  |

Colaboración de letras
Escribió las letras para la canción de su compañero cantante Namgoong Moonjeong Goodbye my youth con el compositor JMStyle.
Escribió las letras y co-compuso su canción He knows my name (내 이름 아시죠, Nae Ileum Asiyo) de su álbum 'Jang Minho The Drama' 
| Título                             | Álbum                                                    | Cantante                     | Fecha de lanzamiento |
| ---------------------------------- | -------------------------------------------------------- | ---------------------------- | -------------------- |
| Goodbye my youth (잘있거라 내청춘) | History of Man (남자 이야기, Namja Iyagi)                | Namgoong Moonjung (남궁문정) | 26 de enero de 2018  |
| He knows my name (내 이름 아시죠)  | Jang Minho The Drama (장민호 드라마, Jang Minho Deurama) | Jang Minho                   | 2 de enero de 2017   |

Álbumes recopilatorios
PPongsoongah School
| Título | Álbum                        | Año  |
| ------ | ---------------------------- | ---- |
|        | Ppongsoongah School Parte 1~ | 2020 |

Romantic Call Centre
| Título | Álbum                         | Año  |
| ------ | ----------------------------- | ---- |
|        | Romantic Call Centre Parte 1~ | 2020 |

Mister Trot 
| Título | Álbum                                         | Nota |
| ------ | --------------------------------------------- | ---- |
|        | Mister Trot Final (미스터트롯 결승전)         |      |
|        | Mister Trot Death Match (미스터트롯 데스매치) |      |

Otros álbumes recopilatorios 
| Título | Álbum                                                            | Nota |
| ------ | ---------------------------------------------------------------- | ---- |
|        | Trot Gold Best (성인가요 골드베스트, Seongingayo Goldeubeseuteu) |      |

## Filmografía
Apariciones como Invitado en TV / Invitado Especial
| Año  | Título                                                                   | Episodio            | Red               |
| ---- | ------------------------------------------------------------------------ | ------------------- | ----------------- |
| 2011 | El Thorn Pájaros (2011 serie de televisión) cuando Lee Soo joven (cameo) | 19.º, 20.º          | KBS2              |
| 2011 | 1000 Song Challenge                                                      |                     | SBS               |
| 2013 | Yu Hee-yeol Sketchbook                                                   | 182.º               | KBS2              |
| 2013 | Clínica de Matrimonios: Amor y Guerra                                    |                     | KBS2              |
| 2013 | Sebaqui (Quiz que cambia al mundo) 《세바퀴》                            |                     | MBC               |
| 2017 | Cantantes Extraños 《수상한 가수》                                       | 1.º                 | tvN               |
| 2020 | Estrella de Radio (serie de televisión)                                  |                     | MBC               |
| 2020 | Knowing Bros                                                             |                     | JTBC              |
| 2020 | Taste of Mr. Trot (Spin Off de Señor Trot) 《미스터트롯의 맛》           |                     | Televisión Chosun |
| 2020 | Romantic Call Centre                                                     |                     | Televisión Chosun |
| 2020 | Liga de Caballeros 《뭉쳐야찬다》                                        |                     | JTBC              |
| 2020 | Mercado Ambulante                                                        |                     | JTBC              |
| 2020 | Gusto de Mujer 《아내의 맛》                                             |                     | Televisión Chosun |
| 2020 | Bob Te Bendiga 《밥블레스유 2》                                          |                     | OLIVA             |
| 2020 | Escuela Ppongsoonah 《뽕숭아학당》                                       |                     | Televisión Chosun |
| 2020 | Mi pequeño niño viejo                                                    |                     | SBS               |
| 2020 | Canciones inmortales: Cantando la Leyenda                                | [Episodio : 송해]   | KBS2              |
| 2020 | Gayomoodae 《가요무대》                                                  |                     | KBS1              |
| 2020 | Kingmaker: Cambio de Destino, como Invitado Especial                     |                     | Televisión Chosun |
| 2020 | Recetas de Celebridades en Fun-Restaurant                                | 37~39.º             | KBS2              |
| 2020 | Sábado sorprendente 《놀라운 토요일》                                    |                     | tvN               |
| 2020 | Cantante Oculto                                                          | Estación 6 Premiere | JTBC              |

Presentador de televisión
| Año         | Título                                           | Episodio   | Red                        |
| ----------- | ------------------------------------------------ | ---------- | -------------------------- |
| 2019 ~ 2020 | Oh Mi Cantante como presentador 《오 마이 싱어》 | 1.º ~ 40.º | Yeosu MBC 《여수문화방송》 |

Espectáculo de audición Contender
- 2012 KBS2 Última audición de mi vida  《내 생애 마지막 오디션》 - Ganador[57]
- 2020 televisión Chosun Señor Trot  - Superior 6.º[2]

Invitado radiofónico
- 10 de abril de 2020 TBS FM 《배칠수, 박희진의 9595쇼》[58]
- 20 de abril de 2020 SBS 파워FM  《붐붐파워》[59]
- 13 de julio de 2020 KBS 쿨FM 《미스터 라디오》[60]
- 14 de julio de 2020 CBS 음악FM 《김현주의 행복한 동행》[61]
- 16 de julio de 2020 CBS 음악FM 《12시에 만납시다》[62]
- 16 de julio de 2020 TBS FM 《최일구의 허리케인 라디오》[63]

Película comercial
- 1996년 롯데제과 - 롯데브레인껌[8]
- 농심 - 쌀로별[64]

- 2020년 일동후디스 - 하이뮨 프로틴 밸런스[65]
- 2020년 쎄라덤 - 리포아란 시너지 앰플 세럼[66]
- 2020년 동문건설 - 광양 동문굿모닝힐 맘시티[67]
- 2020년 미스터피자 con 영탁, 이찬원[68]
- 2020년 Samsung Seguro & de Marine del Fuego[69]
- 2020년 대성쎌틱[70]

## Premios
- 2015 Premio Magnífico Ganador, Premios de Donación de Talento de Corea[71]
- 2015 Rookie del año, La 3.ª Corea Premios de Arte Creativo, categoría de música Popular[72]
- 2015 Rookie del año, Premios de Arte de Estrella de Corea, categoría de Trot[73]
- 2017 premio de Popularidad, Premios Corea Multicultural, categoría de Trot[74]
- 2017 premio de Popularidad, Premios de Arte de Corea, categoría de Trot[75]
- 2017 premio de Popularidad, Premios K-Celebridades Internacionales, categoría de Trot[76]
- 2018 premio de Excelencia, Premios Música TV Gayo[77][78]
- 2018 premio de Popularidad, Premios Orgullo Coreano
- 2020 Estrella Nueva premio, MTN Festival de Televisión y Publicidad[79]
- 2021 Excellence in Reality - KBS Entertainment Award (Godfather)[80]